# 긴급조정권
긴급조정권(緊急調整權)은 노동조합의 파업·쟁의행위가 국민의 일상생활을 위태롭게 할 위험이 있거나 국민경제를 해칠 우려가 있을 때 발동되는 조치를 말한다.
긴급조정권이 발동되면 해당 노조는 30일 간 파업 또는 쟁의행위가 금지되며, 중앙노동위원회가 조정을 개시한다.
대한민국에서 긴급조정권이 발동된 사례에는 1969년 대한조선공사 파업, 1993년 현대자동차 노동조합의 파업, 그리고 2005년 아시아나항공 조종사 파업, 대한항공 조종사 노조의 파업 등이 있다.